# Philibertia amblystigma
Philibertia amblystigma är en oleanderväxtart som beskrevs av Goyder. Philibertia amblystigma ingår i släktet Philibertia och familjen oleanderväxter. Inga underarter finns listade i Catalogue of Life.